# Chamkani
Chamkani (persiska: چمکنی), eller Tsamkani (pashto: څمکنۍ), är ett distrikt i Afghanistan. Det ligger i provinsen Paktia, i den östra delen av landet, 100 kilometer sydost om huvudstaden Kabul.
Distriktet beräknades år 2022 ha cirka 58 000 invånare.